# 피토에스트로겐
피토에스트로겐(Phytoestrogen)은 내분비계에서 생성되지 않고 식물 또는 가공식품 섭취를 통해 소비되는 외인성 에스트로겐(인간 외의 유기체에서 생성되는 일종의 에스트로겐)이다. "식물성 에스트로겐"이라고도 불리며, 에스트라디올(17-β-에스트라디올)과 구조적으로 유사하기 때문에 에스트로겐 또는 항에스트로겐 효과를 유발할 수 있는 다양한 자연 발생 비스테로이드 식물 화합물 그룹이다. 피토에스트로겐은 식단에서 제외된다고 해서 질병을 유발하지 않으며 정상적인 생물학적 기능에 참여하는 것으로 알려져 있지 않기 때문에 필수 영양소는 아니다. 피토에스트로겐을 함유한 일반적인 식품은 콩단백질, 콩, 귀리, 보리, 쌀, 커피, 사과, 당근 등이다(더 자세한 목록은 아래 식품 공급원 섹션 참조).
그 이름은 그리스어에서 "식물"을 의미하는 phyto와 암컷 포유류에게 생식력을 주는 호르몬인 에스트로겐에서 유래되었다. "에스트러스"(그리스어 οίστρος)는 "성욕"을 의미하고, "gene"(그리스어 γόνο)은 "생성하다"를 의미한다. 식물이 초식동물의 과잉 번식을 막기 위해 암컷의 생식력을 조절하여 피토에스트로겐을 자연 방어의 일부로 사용한다는 가설이 제기되었다.
분자 수준에서 에스트로겐과 피토에스트로겐의 유사성은 약하게 모방하고 때로는 에스트로겐의 길항제로 작용할 수 있도록 한다. 피토에스트로겐은 1926년에 처음 관찰되었지만 인간이나 동물의 대사에 영향을 미칠 수 있는지 여부는 알려지지 않았다. 1940년대와 1950년대 초반에는 일부 지하 클로버와 붉은토끼풀(피토에스트로겐이 풍부한 식물)의 목초지가 방목하는 양의 가임력에 해로운 영향을 미치는 것으로 나타났다.

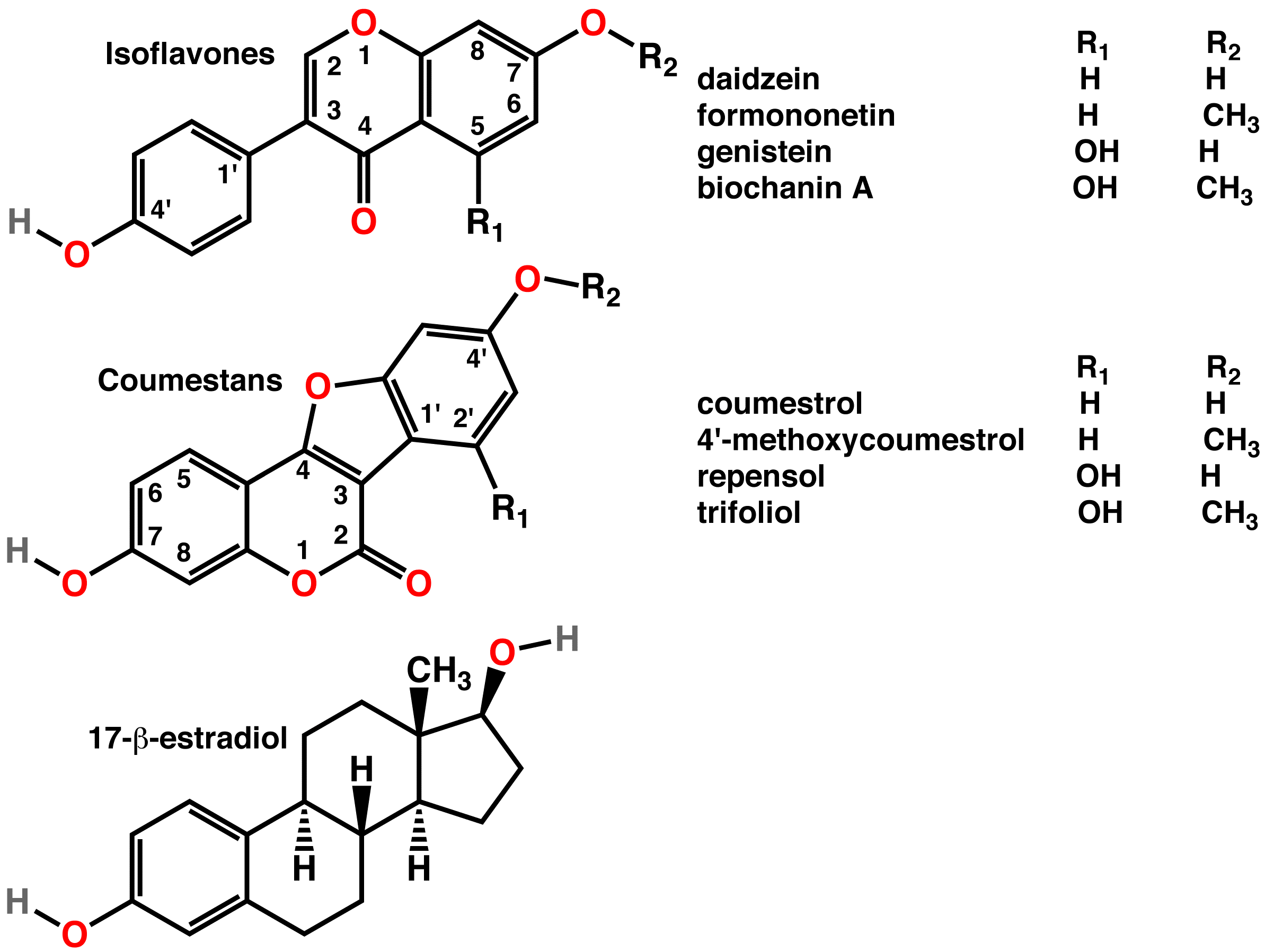
식물에서 발견되는 가장 흔한 피토에스트로겐(상단 및 중간)과 동물에서 발견되는 에스트로겐(하단)의 화학 구조 비교

## 구조
피토에스트로겐은 주로 치환된 천연 페놀 화합물의 큰 그룹에 속하며, 이 중 쿠메스탄, 프레닐플라보노이드 및 이소플라본은 에스트로겐 효과가 가장 활발한 세 가지이다. 가장 잘 연구된 것은 콩과 붉은토끼풀에서 흔히 발견되는 이소플라본이다. 리그난도 피토에스트로겐으로 확인되었지만 플라보노이드는 아니다. 균류성 에스트로겐은 유사한 구조와 효과를 가지고 있지만 식물 성분은 아니다. 이는 퓨사리움의 곰팡이 대사 산물로, 특히 곡물에서 흔히 발생하지만 다양한 사료에서도 발생한다. 균류성 에스트로겐은 피토에스트로겐에 대한 논의에서 거의 고려되지 않지만, 이 화합물들이 처음으로 이 주제에 대한 관심을 불러일으켰다.

## 작용 기전
피토에스트로겐은 주로 에스트로겐 수용체(ER)에 결합하여 효과를 발휘한다. 에스트로겐 수용체에는 알파(ER-α)와 베타(ER-β)의 두 가지 유형이 있으며, 많은 피토에스트로겐은 ER-α에 비해 ER-β에 약간 더 높은 친화도를 보인다.
피토에스트로겐이 에스트로겐 수용체에 높은 친화도로 결합하고 에스트라디올 유사 효과를 나타낼 수 있게 하는 핵심 구조 요소는 다음과 같다.
- 에스트로겐 수용체 결합에 필수적인 페놀 고리
- 수용체 결합 부위에서 에스트로겐의 고리를 모방하는 이소플라본의 고리
- 에스트로겐과 유사한 낮은 분자량(MW=272)
- 이소플라본 핵의 두 수산기 사이의 거리가 에스트라디올에서 발생하는 것과 유사
- 최적의 수산화 패턴

ER과의 상호작용 외에도 피토에스트로겐은 일부 효소에 결합하거나 비활성화하여 내인성 에스트로겐 농도를 조절하고, 성호르몬 결합 글로불린(SHBG)의 합성을 억제하거나 촉진하여 성호르몬의 생체이용률에 영향을 미칠 수 있다.
새로운 증거는 일부 피토에스트로겐이 퍼옥시좀 증식자 활성화 수용체(PPAR)에 결합하고 전사 활성화한다는 것을 보여준다. 시험관 내 연구에서는 1 μM 이상의 농도에서 PPAR 활성화가 나타났으며, 이는 ER 활성화 수준보다 높다. 1 μM 미만의 농도에서는 ER 활성화가 주요 역할을 할 수 있다. 더 높은 농도(>1 μM)에서는 ER과 PPAR 모두 활성화된다. 연구에 따르면 ER과 PPAR은 서로에게 영향을 미치며 따라서 용량 의존적으로 차등적인 효과를 유도한다. 제니스테인의 최종 생물학적 효과는 이러한 다면발현적 작용 간의 균형에 의해 결정된다.

## 생태학
피토에스트로겐은 항진균성 벤조퓨란과 피토알렉신(콩과 식물에서 흔히 발견되는 메디카르핀 등), 그리고 담배의 캅시디올과 같은 세스퀴테르펜 합성에 관여한다. 대두는 자연적으로 이소플라본을 생산하므로 이소플라본의 식량 공급원이다.
피토에스트로겐은 고대의 자연 발생 물질이며, 식이 식물화학물질로서 포유류와 함께 공동 진화한 것으로 간주된다. 인간 식단에서 피토에스트로겐은 외인성 에스트로겐의 유일한 공급원이 아니다. 외인성 에스트로겐(새로운 인공 물질)은 식품 첨가물 및 성분으로, 그리고 화장품, 플라스틱 및 살충제에서도 발견된다. 환경적으로 이들은 피토에스트로겐과 유사한 영향을 미치므로 연구에서 이 두 종류의 작용의 작용을 명확하게 분리하기 어렵다.

## 조류 연구
가뭄 조건에서 비정상적인 피토에스트로겐 함량을 가진 식물의 섭취는 메추라기류의 생식력을 감소시키는 것으로 나타났다. 자연에서 이용 가능한 앵무새 사료는 약한 에스트로겐 활성만을 보였다. 멸종 위기종의 번식을 돕기 위한 목적으로 가공 보조 사료에 존재하는 환경 에스트로겐에 대한 스크리닝 방법에 대한 연구가 수행되었다.

## 식품 공급원
서구 식단에 흔한 9가지 피토에스트로겐에 대한 한 연구에 따르면, 상대적으로 피토에스트로겐 함량이 가장 높은 식품은 견과류와 유지종자였으며, 그 뒤를 이어 콩 제품, 시리얼 및 빵, 콩, 육류 제품, 콩을 함유할 수 있는 기타 가공 식품, 채소, 과일, 알코올 및 비알코올 음료 순이었다. 아마 씨앗 및 기타 유지종자는 총 피토에스트로겐 함량이 가장 높았고, 그 뒤를 이어 대두와 두부였다. 이소플라본의 최고 농도는 대두와 대두 제품에서 발견되며, 그 뒤를 이어 콩과 식물이지만, 리그난은 견과류와 유지종자(예: 아마)에서 발견되는 주요 피토에스트로겐 공급원이며, 시리얼, 콩과 식물, 과일 및 채소에서도 발견된다. 피토에스트로겐 함량은 다양한 식품에서 다양하며, 가공 방법과 사용된 대두 유형에 따라 동일한 식품군(예: 대두 음료, 두부) 내에서도 크게 달라질 수 있다. 콩과 식물(특히 대두), 통곡물 시리얼, 일부 씨앗에는 피토에스트로겐이 풍부하다.
피토에스트로겐을 함유하는 것으로 알려진 식품의 더 포괄적인 목록은 다음과 같다.
- 콩 및 콩 제품
- 템페
- 아마 씨앗 (플렉스)
- 참깨
- 밀쌀
- 호로파 (디오스게닌을 함유하지만, 남성의 테스토스테론 증가를 위해 섭취하는 화합물인 테스토펜을 만드는 데도 사용됨)
- 귀리
- 보리
- 콩
- 렌즈콩
- 마 (뿌리)
- 쌀
- 자주개자리
- 녹두
- 사과
- 당근
- 석류나무[25]
- 밀배아
- 쌀겨
- 루핀
- 칡
- 커피
- 감초 뿌리
- 박하속
- 인삼
- 호프[26]
- 버번 위스키
- 맥주[27]
- 회향
- 아니스[28]
- 붉은토끼풀 (때때로 녹비의 성분으로 사용됨)
- 시금치[29]
- 라벤더.[30]

식품의 피토에스트로겐 함량은 매우 다양하며, 따라서 정확한 섭취량 추정은 어렵고 사용되는 데이터베이스에 따라 달라진다. 유럽 암 및 영양 예비 조사의 데이터에 따르면 지중해 국가에서는 1mg/d에서 영국에서는 20mg/d 이상으로 섭취량이 다양했다. 영국의 높은 섭취량은 부분적으로 콜리우드 빵 공정에 콩을 사용한 것 때문이라고 설명된다. 2001년 미국 여성에 대한 역학 연구에서는 건강한 폐경 후 백인 여성의 피토에스트로겐 식이 섭취량이 하루 1밀리그램 미만인 것으로 나타났다.

## 인간에게 미치는 영향
2020년 현재, 피토에스트로겐이 인간에게 영향을 미친다는 임상적 증거는 불충분하다.

### 여성
피토에스트로겐이 여성 암의 원인이나 예방에 어떤 영향을 미치는지 불분명하다. 일부 역학 연구에서는 유방암에 대한 보호 효과를 시사했다. 또한 다른 역학 연구에서는 콩 에스트로겐 섭취가 유방암 환자에게 안전하며 사망률과 재발률을 감소시킬 수 있음을 발견했다. 피토에스트로겐이 난소 제거술, 폐경기 또는 기타 원인으로 인한 낮은 에스트로겐 수치(저에스트로겐증)의 일부 해로운 영향을 최소화할 수 있는지 여부는 불분명하다. 폐경의 혈관 운동 증상(안면 홍조)을 완화하기 위한 피토에스트로겐 사용에 대한 코크란 라이브러리 검토는 사용의 이점을 시사하는 결론적인 증거는 없지만, 제니스테인 효과에 대한 추가 연구가 필요하다고 밝혔다.

### 남성
피토에스트로겐이 남성 생리에 어떤 영향을 미치는지 불분명하며, 콩에서 유래한 이소플라본의 잠재적 효과에 대한 상반된 결과가 있다. 일부 연구에서는 이소플라본 보충제가 정자 농도, 수 또는 운동성에 긍정적인 영향을 미치고 사정량을 증가시킨 것으로 나타났다. 서구에서 정자 수 감소와 고환암 발병률 증가는 자궁 내에서 이소플라본 피토에스트로겐 섭취 증가와 관련이 있을 수 있지만, 이러한 연관성은 명확히 입증되지 않았다. 또한 피토에스트로겐이 남성 생식력에 영향을 미칠 수 있다는 일부 증거가 있지만, 최근의 이용 가능한 연구 검토에서는 연관성을 발견하지 못했으며 대신 지중해 식단과 같은 건강한 식단이 남성 생식력에 긍정적인 영향을 미칠 수 있음을 시사한다. 이소플라본이나 콩 모두 건강한 개인의 남성 생식 호르몬에 영향을 미치는 것으로 나타나지 않았다.

### 영아용 분유
일부 연구에서는 일부 농도의 이소플라본이 장 세포에 영향을 미칠 수 있음을 발견했다. 저용량에서 제니스테인은 약한 에스트로겐으로 작용하여 세포 성장을 촉진했으며, 고용량에서는 증식을 억제하고 세포 주기 역학을 변화시켰다. 이러한 양방향 반응은 제니스테인이 효과를 발휘하는 방식으로 생각되는 것과 관련이 있다.
일부 검토에서는 피토에스트로겐이 영아에게 어떤 영향을 미칠 수 있는지에 대한 질문에 답하기 위해 더 많은 연구가 필요하다는 의견을 제시했지만 저자들은 어떠한 부작용도 발견하지 못했다. 연구는 일반적인 우유 기반 분유와 비교했을 때 콩 기반 영아용 분유 섭취로 인한 인간 성장, 발달 또는 번식에 부작용이 없다고 결론지었다. 미국 소아과 학회는 "분리된 콩 단백질 기반 분유는 정상적인 성장과 발달에 영양을 제공하기 위해 사용될 수 있지만, 우유 기반 분유 대신 사용할 수 있는 적응증은 거의 없다. 이러한 적응증에는 (a) 갈락토세미아 및 유전성 락타아제 결핍증(드물다)이 있는 영아의 경우와 (b) 채식주의 식단을 선호하는 상황이 포함된다."고 명시했다.

## 민족약리학
일부 국가에서는 피토에스트로겐 식물이 수세기 동안 월경 및 폐경기 문제뿐만 아니라 생식력 문제 치료에 사용되어 왔다. 피토에스트로겐을 함유하는 것으로 밝혀진 식물로는 태국칡 및 근친인 칡, 당귀속, 회향, 아니스가 있다.
엄격한 연구에서 이러한 피토에스트로겐 공급원 중 하나인 붉은토끼풀의 사용이 안전하지만 폐경기 증상 완화에 효과적이지 않다는 것이 밝혀졌다. (블랙 코호시도 폐경기 증상에 사용되지만 피토에스트로겐을 함유하지 않는다.)

## 같이 보기
- 민족약리학
- 이소플라본
- 리그난
- 균류성 에스트로겐
- 식물성 안드로겐
- 식물 호르몬
- 콩